# 青色校警·嶋田隆平
青色校警‧嶋田隆平是關西電視台在關西電視台週二晚間九點連續劇所制作的電視劇。主演是藤原龍也。本次是他24年來再次主演富士系的電視劇。本劇改編自佐佐木充郭的《School police》小說。由OTT平台Netflix、HamiVideo、MyVideo播出。
日本政府打算為了引入校內警察，東京的赤嶺中學成為首家志願試驗校。而主角嶋田隆平是警視廳搜查一課的刑警，為人經常沉著冷靜又很毒舌，他因為某些原因志願成為首位校園警察。女主角淺本涼子則是該校的國民老師，則反對校園警察制度，認為沒有存在校園警察的必要。本劇主要描寫嶋田解決校園問題的過程，和主角到赤嶺中學成為校園警察背後的理由。
前NHK評論員鈴木祐司認為本劇描寫的制度有助解決實際上日本存在的校園問題，如校園欺凌等，是本劇的的吸引之處。趙文宗教授認為，本劇雖以校警為題材，但主角多次以非法竊聽得到信息、毆打已戴上手銬的疑犯，知法犯法，劇情上並不合理。

## 演員
- 嶋田隆平 - 藤原龍也
- 淺村涼子 - 真木陽子
- 三枝弘樹 - 山田裕貴[8]
- 柴田透 - 泉澤祐希[8]
- 阿部裕亮 - 音尾琢真[8]
- 一之瀬悟 - 石井正則[8]
- 新津清 - 須賀健太[8]
- 福島美津子 - 峯村理惠[8]
- 水野楓 - 山口紗彌加[8]
- 木島敏文 - 高橋克實[8]
- 尾崎賢治 - 升毅[9]

## 工作人員[9]
- 劇本：大石哲也、山岡潤平、小島聰一郎
- 導演：國本雅廣、白川士、高橋貴司
- 音樂：菅野祐悟
- 主題曲： SHE'S「追い風」
- 製作人：河西秀幸、國本雅廣、髙橋史典
- 制作：關西電視台、 K Factory

## 播出時間
| 頻道/影音 | 所在地 | 播出日期     | 播出時間 |
| --------- | ------ | ------------ | -------- |
| Netflix   | 全球   |              |          |
| MyVideo   | 臺灣   | 2022年8月3日 |          |
| HamiVideo | 臺灣   |              |          |

## 外部連結
官方网站（日語）
- 互联网电影数据库（IMDb）上《青色校警‧嶋田隆平》的资料（英文）
- 豆瓣电影上《青色校警‧嶋田隆平》的資料 （简体中文）

| 日本 關西電視台週二晚間九點連續劇 | 日本 關西電視台週二晚間九點連續劇 | 日本 關西電視台週二晚間九點連續劇 |
| --------------------------------- | --------------------------------- | --------------------------------- |
|                                   | 青色校警‧嶋田隆平                 |                                   |
| 姐姐的戀人                        | 大豆田永久子與三個前夫            |                                   |